# Roy Brown
Roy Brown, född 10 september 1925, död 25 maj 1981, var en amerikansk R&B-musiker, men han framträdde även inom rock and roll-genren.